# Антонова, Ольга Сергеевна
О́льга Серге́евна Анто́нова (22 декабря 1937, Ленинград) — советская и российская актриса театра и кино. Народная артистка Российской Федерации (1994).

## Биография
Родилась в Ленинграде, в семье писателя Сергея Антонова.
В 1965 году окончила Ленинградский государственный институт театра, музыки и кинематографии (ныне — Российский государственный институт сценических искусств), курс Б. В. Зона.
В этом же году была приглашена в Ленинградский театр Комедии, которым тогда руководил Н. П. Акимов. И несмотря на то, что Акимов не успел найти достойной оправы дарованию Ольги Антоновой, её талант был в первые годы службы в театре отшлифован в постановках других режиссёров. Тогда, в репертуарных ролях травести, угловатых девочек, школьниц, горничных и принцесс (всего было сыграно около двадцати ролей), Ольга Антонова выработала свой особый стиль. Волшебная природа «сказочного эльфа», как за глаза прозвали актрису критика и почитатели, обаяние хрупкости, внутренняя чистота и сила лежат в основе её индивидуальности.
В октябре 2015 года уволилась из Театра комедии в результате конфликта с художественным руководителем театра Т. С. Казаковой.

### Семья
Первым мужем был писатель Владимир Марамзин. После 11 лет совместной жизни брак распался; дочь Александра скончалась в 2005 году;
Второй супруг — Игорь Алексеевич Иванов (род. 1937), театральный художник.

## Театральные работы
Театр комедии
- 1965 — «Гусиное перо» С. Лунгина, И. Нусинова — Наташа
- 1965 — «Разорванный рубль» С. Антонова — Тамара
- 1965 — «Инкогнито» Б. Рацера и B. Константинова — Шура
- 1965 — «Физики» Ф. Дюрренматт — Сын
- 1965 — «Дон Жуан» Дж. Байрона — наложница
- 1966 — «Тень» Е. Шварца — Аннунциата
- 1967 — «Звонок в пустую квартиру» Д. Угрюмова — Девушка
- 1970 — «Мы бомбили Нью-Хейвен» Дж. Хеллера
- 1972 — «Тележка с яблоками» Б. Шоу — принцесса Алиса
- 1972 — «Этот милый старый дом» А. Арбузова — Нина Бегак
- 1973 — «Троянской войны не будет» Ж. Жироду — Елена
- 1974 — «Концерт для…» М. Жванецкого — Скрипка
- 1974 — «Старый Новый год»М. Рощина — Инна
- 1974 — «Цилиндр» Э. де Филиппо — Макелле
- 1975 — «Мизантроп» Ж.-Б. Мольера — Селимена
- 1976 — «Варлам, сын Захария» И. Гаручавы, П. Хотяновского — Нино
- 1976 — «Сваха» Т. Уайдлер — Миссис Молой
- 1977 — «Сослуживцы» Э. Брагинского — Верочка
- 1978 — «Свадьба-юбилей» А. Чехова — Змеюкина
- 1979 — «Всё будет хорошо» С. Злотникова — Мося
- 1980 — «Квартет» по пьесе «Возвращение Одиссея» А. Яковлева — Мать
- 1980 — «Льстец» К. Гольдони — Донна Луиджа
- 1982 — «Комната» Э. Брагинского — Альбина
- 1984 — «Синее небо, а в нём облака» В. Арро — Нелли Николаевна
- 1986 — «Бешеные деньги» А. Островского — Чебоксарова
- 1986 — «Всё о Еве» М. Орр, Р. Дэикем — Марго
- 1992 — «Цыганка мне сказала…» Э. Вайме, И. Тердзоли — Барбара
- 1993 — «Филумена Мартурано» Э. де Филиппо — Филумена
- 1996 — «Мужчины в её жизни» С. Берман — Мэрион Фруд
- 2006 — «Гарольд и Мод» К. Хиггинса и Ж.-К. Каррьера — Мод

Театр Ленсовета
- 1988 — «Любовь до гроба»

«Приют комедианта»
- 1998 — «Старомодная комедия» А. Арбузова — Лидия Васильевна Жербер
- 1999 — «Недосягаемая», по пьесе С. Моэма — Каролина Эшли
- 2007 — «Пат, или Игра королей», по пьесе П. Когоута — Эльза
- 2018 — «Толстого нет», по пьесе О. Погодиной-Кузминой — Софья Андреевна

Санкт-Петербургский театр «Русская антреприза» имени Андрея Миронова
- 2003 — «Сенная лихорадка» Н. Коуарда — Джудит Блисс
- 2009 — «Исхитрилась, или Плоды просвещения» Л. Толстого — Анна Павловна Звездинцева

Другие театры
- 1999 — «О вы, которые любили…» — Анна Керн, реж. Геннадий Тростянецкий[5] / Пушкинский театральный центр, Дом Кочневой
- 2000 — «Голу́бки» — Вера, по пьесе П. Вогел «Древнейшая профессия» (англ. «The Oldest Profession»), реж. Вячеслав Долгачёв / «ТеатрДом»
- 2000 — «Все любят Опал» — Опал Кронки , по пьесе Д. Патрика, реж. Игорь Коняев / «ТеатрДом»

## Фильмография
- 1969 — Её имя — Весна — водитель грузовика
- 1977 — Почти смешная история — Иллария Павловна
- 1978 — Комедия ошибок — Адриана
- 1984 — Я не умею приходить вовремя — Анна Сергеевна
- 1987 — Госпожа министерша — Живка Попович
- 1989 — Астенический синдром — Наташа
- 1990 — Мои люди — мать Эрнста
- 1991 — Цареубийца — императрица Александра Фёдоровна
- 1992 — Присутствие — Наталья
- 1993 — Грех. История страсти — мать Сергея
- 1993 — Проклятие Дюран — мадам Дюран
- 1994 — Наваждение — миссис Стоун
- 1994 — Замок — хозяйка трактира
- 1994 — Незабудки — Елизавета Сергеевна
- 1996 — Поживём — увидим
- 1998 — Блюстители порока — Шнайдер
- 2000 — Русский бунт — Екатерина II
- 2002 — Улицы разбитых фонарей 4 в серии «Настройщик» — Зоя Ивлева
- 2005 — Господа присяжные
- 2007 — Пером и шпагой — служанка
- 2009 — Видримасгор, или История моего космоса — Софья Кузьминична
- 2009 — Читаем «Блокадную книгу» — камео

## Звания и награды
- заслуженная артистка РСФСР (25 декабря 1980);
- народная артистка Российской Федерации (28 июня 1994) — за большие заслуги в области театрального искусства[6][7];
- премия международного фестиваля актёров кино «Созвездие» (1990) — за лучшую женскую роль в фильме Киры Муратовой «Астенический синдром» (1989)[4];
- «Золотой софит» (2006) — за роль Мод в спектакле Григория Козлова «Гарольд и Мод»[4];
- орден Почёта (25 октября 2009)[источник не указан 836 дней].